# Sensor piroelèctric

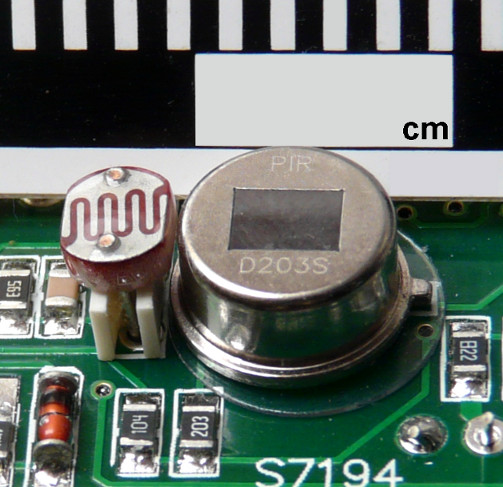
Figura 1. Un sensor piroelètric per detectar moviment, model D203, a la dreta. Al costat esquerre hi ha un LDR per detectar la lluminositat de l'ambient.

Un sensor piroelèctric és un dispositiu que permet mesurar canvis de temperatura a distància.
Aquests sensors estan formats per dos elèctrodes separats per una làmina de material piroelèctric. Un dels elèctrodes serveix de detector i sol rebre un recobriment absorbent de calor, com pintura orgànica o daurat-negre. Quan el flux de radiació infraroja a aquest detector canvia, a causa de l'efecte piroelèctric secundari, es genera un càrrega elèctrica entre els elèctrodes. Mesurant aquesta càrrega es pot calcular el canvi de temperatura. Aquests dispositius són difícils de miniaturitzar, ja que necessiten encapsulats metàl·lics per aïllar els elements sensibles de pertorbacions electromagnètiques, tèrmiques o mecàniques.
Els sensors piroelèctrics són emprats quan s'han de mesurar canvis de radiació tèrmica o flux de calor. Per exemple, s'usen habitualment en detectors de moviment PIR, interruptors de control de llums, termòmetres instantanis o mesuradors de potència làser.

## Funcionament
Fonamentalment, els sensors piroelèctrics són fines làmines de material piroelèctric amb un elèctrode a cada banda, que serveixen per recollir la càrrega elèctrica induïda pels canvis de radiació infraroja.

Figura 2. Diagrama esquemàtic d'un sensor piroelèctric. Dos elèctrodes se situen a costats oposats d'una làmina de material cristal·lí. Un dels elèctrodes, la part superior de l'eix 3, sovint es recobreix amb material absorbent de calor. Quan hi ha un canvi de flux de radiació infraroja a un dels elèctrodes es genera una càrrega elèctrica que es pot mesurar.

Quan la temperatura del sensor, {\displaystyle T_{0}}, és homogènia a tot el volum no es genera càrrega elèctrica. Sent un material elèctricament polaritzat, els dipols estan orientats de tal manera que un costat del material és elèctricament positiu i el costat oposat és negatiu. En condicions d'estat estacionari els portadors de càrrega lliures (electrons i buits) neutralitzen la càrrega polaritzada i la capacitància entre els elèctrodes no sembla estar carregada. Així doncs, en condicions d'estat estacionari, el sensor genera una càrrega nul·la.
Aleshores, la calor pot entrar al sensor en forma de radiació tèrmica que és absorbida per un dels elèctrodes i que es propaga a través del material piroelèctric mitjançant la conducció tèrmica. A l'elèctrode encarat cap a la radiació se li pot afegir una capa de material absorbent de calor, com pintura orgànica o un recobriment d'or negre. Com a resultat de l'absorció de calor, un costat esdevé més calent (amb una nova temperatura {\displaystyle T_{1}}), i causa una dilatació al material. La expansió del material fa flexionar el sensor, produint una tensió i un canvi a l'orientació dels dipols. Com que el material és piezoelèctric, la tensió genera una càrrega elèctrica de polaritat oposada als elèctrodes. Per aquest motiu es pot considerar la piroelectricitat secundària com una seqüència d'esdeveniments: radiació tèrmica, absorció de calor, tensió induïda tèrmicament i, finalment, generació de càrrega elèctrica.
La temperatura del sensor, {\displaystyle T_{s}}, és una funció del temps. Aquesta funció és depenent de l'element sensor: la densitat, calor específica i gruix. Si el flux de calor entrant té la forma de la funció esglaó respecte el temps, el corrent de sortida es pot aproximar amb la funció exponencial següent:

| {\displaystyle i=i_{0}e^{-t/\tau _{T}}} | \| \| \| \| \| \| \| \| | (1) |
|                                         |                         |     |
|                                         |                         |     |
On: (1) {\displaystyle i_{0}} és el corrent de sortida màxim del sensor; (2) {\displaystyle t} és el temps; i (3) {\displaystyle \tau _{T}} és la constant de temps tèrmica.
Analitzant l'equació (1) es pot veure que la càrrega elèctrica assoleix el valor màxim gairebé instantàniament i després decau segons la constant de temps tèrmica, {\displaystyle \tau _{T}}. Aquesta constant de temps és el producte de la capacitància del sensor, {\displaystyle C}, i la resistència tèrmica, {\displaystyle r} (una funció que defineix la pèrdua de temperatura de l'element sensor a l'entorn a través de conducció, convecció i radiació). Així doncs, l'equació que descriu la constant de temps tèrmica és:

| {\displaystyle \tau _{T}=Cr=cAhr} | \| \| \| \| \| \| \| \| | (2) |
|                                   |                         |     |
|                                   |                         |     |
On {\displaystyle c} és la calor específica de l'element sensor.
Per aplicacions de baixa freqüència és desitjable l'ús de sensors amb una elevada constant de temps tèrmica {\displaystyle \tau _{T}}. Per contra, en aplicacions d'alta freqüència com els analitzadors de polsos làser, la constant de temps tèrmica ha de ser reduïda dràsticament. Per tal d'aconseguir-ho el material piroelèctric es pot acoblar a un dissipador de calor.
Quan hi ha flux de calor dins del cristall piroelèctric hi ha una sortida de calor des del costat oposat del volum, tal com es pot veure a la figura 2. L'energia tèrmica entra al material piroelèctric pel costat a. Com que l'altre costat, b, està encarat a un ambient a més baixa temperatura hi ha una part de l'energia que es dissipa a l'entorn. Com que els costats a i b estan a diferents temperatures hi ha un flux constant de calor a través del material piroelèctric (que va de la temperatura de l'objectiu, a, a la temperatura de l'entorn, b). A causa d'això el voltatge i la càrrega del sensor mai retornen a zero, independentment del temps que passi. El corrent elèctric generat pel sensor piroelèctric té la mateixa forma que el corrent tèrmic que recorre el material. Una mesura acurada pot demostrar que mentre la calor flueixi el sensor generarà un voltatge constant {\displaystyle V_{0}} de magnitud proporcional al flux de calor.

## Circuit elèctric equivalent
Un sensor piroelèctric és, des del punt de vista de teoria de circuits, un condensador que es carrega elèctricament quan rep un flux de radiació infraroja. A causa d'això, aquest tipus de sensors no necessiten cap senyal d'excitació externa. Per obtenir una mesura només s'ha de dissenyar un circuit capaç de detectar la càrrega elèctrica dels elèctrodes del sensor.
El circuit elèctric equivalent d'un sensor piroelèctric està format per tres components en paral·lel, tal com es pot veure a la figura 3: (1) un generador de corrent que crea una intensitat {\displaystyle i} segons el flux de calor; (2) un condensador amb una capacitància {\displaystyle C}; i (3) una resistència de fuita {\displaystyle R_{b}}. Sovint es connecta en paral·lel al material piroelèctric un resistor addicional, ja que la resistència de fuita, {\displaystyle R_{b}}, és molt elevada i sovint imprevisible. El valor de la resistència addicional és molt inferior a la de la resistència de fuita, tot i això generalment el seu valor continua sent de l'ordre de {\displaystyle 10^{10}\Omega }.

Figura 3. Un sensor piroelèctric i el circuit elèctric equivalent.

El senyal de sortida del sensor piroelèctric es pot emprar en forma de càrrega (corrent) o de potencial (voltatge), depenent de l'aplicació. Com que el comportament és equivalent al d'un condensador, el sensor piroelèctric es descarrega a través de la resistència de fuita {\displaystyle R_{b}}. El corrent elèctric que circula a través del resistor i la diferència de potencial que hi apareix als terminals representen la càrrega induïda pel flux de calor. Això es pot caracteritzar amb els dos coeficients piroelèctrics següents:
- Coeficient de càrrega piroelèctrica:

| {\displaystyle P_{Q}={\frac {dP_{s}}{dT}}} | \| \| \| \| \| \| \| \| | (3) |
|                                            |                         |     |
|                                            |                         |     |

- Coeficient de voltatge piroelèctric:

| {\displaystyle P_{V}={\frac {dE}{dT}}} | \| \| \| \| \| \| \| \| | (4) |
|                                        |                         |     |
|                                        |                         |     |

On: (1) {\displaystyle P_{s}} és la polarització espontània (la càrrega elèctrica induïda per la radiació infraroja); (2) {\displaystyle E} és la intensitat del camp elèctric; i (3) {\displaystyle T} és la temperatura en Kelvins.
Ambdós coeficients estan relacionats mitjançant la permitivitat elèctrica, {\displaystyle \varepsilon _{r}}, i la constant dialèctrica, {\displaystyle \varepsilon _{0}}:

| {\displaystyle {\frac {P_{Q}}{P_{V}}}={\frac {dP_{s}}{dE}}=\varepsilon _{r}\varepsilon _{0}} | \| \| \| \| \| \| \| \| | (5) |
|                                                                                              |                         |     |
|                                                                                              |                         |     |
La polarització depèn de la temperatura i, com a resultat, els coeficients piroelèctrics de les equacions (3) i (4) també són funcions de la temperatura. Si un material piroelèctric s'exposa a una font de calor, i la temperatura s'incrementa en {\displaystyle \Delta T}, els canvis de càrrega i voltatge es poden descriure amb les següents equacions:

| {\displaystyle \Delta Q=P_{Q}A\Delta T} | \| \| \| \| \| \| \| \| | (6) |
|                                         |                         |     |
|                                         |                         |     |

| {\displaystyle \Delta V=P_{V}h\Delta T} | \| \| \| \| \| \| \| \| | (7) |
|                                         |                         |     |
|                                         |                         |     |
La capacitància del sensor es pot definir com:

| {\displaystyle C_{e}={\frac {\Delta Q}{\Delta V}}=\varepsilon _{r}\varepsilon _{0}{\frac {A}{h}}} | \| \| \| \| \| \| \| \| | (8) |
|                                                                                                   |                         |     |
|                                                                                                   |                         |     |
Aleshores, tenint en compte les equacions (5), (7) i (8), es pot obtenir que:

| {\displaystyle \Delta V={\frac {\Delta Q}{C_{e}}}=P_{Q}{\frac {h}{\varepsilon _{r}\varepsilon _{0}}}\Delta T} | \| \| \| \| \| \| \| \| | (9) |
| |                         |     |
| |                         |     |
Com es pot veure, la tensió màxima de sortida és proporcional a l'increment de temperatura del sensor i al coeficient de càrrega piroelèctrica.